# Kuropatniki (województwo zachodniopomorskie)
Kuropatniki – osada leśna w Polsce, położona w województwie zachodniopomorskim, w powiecie gryfińskim, w gminie Chojna, na Pojezierzu Myśliborskim, wśród Puszczy Piaskowej na Wzgórzach Krzymowskich.
W latach 1975–1998 miejscowość należała administracyjnie do województwa szczecińskiego.
Znajduje się tu klasycystyczny dworek myśliwski z ok. 1830, wnętrza przebudowano w 1959. W otoczeniu park z licznymi drzewami egzotycznymi m.in. choiny kanadyjskie, platany, tulipanowiec.
3 km. na południe od Kuropatników wśród wyniosłych wzniesień morenowych góra Zwierzyniec (167 m n.p.m.).